# Zebak (district)
Zebak est un district de la province de Badakhshan en Afghanistan. Sa population est estimée à 7 000 habitants.